# Tipula (Acutipula) cockerelliana
Tipula (Acutipula) cockerelliana is een tweevleugelige uit de familie langpootmuggen (Tipulidae). De soort komt voor in het Palearctisch gebied.